# Moonlight Maze
Moonlight Maze es la denominación dada por el gobierno estadounidense a una serie de presuntos ataques coordinados contra sistemas informáticos estadounidenses en 1999. Se determinó que los ataques habían provenido de una computadora en Moscú pero no se sabe si ahí se habían originado. Se alegó que estos hackers habían obtenido grandes cantidades de datos que podían incluir códigos navales secretos e información sobre sistemas de orientación de misiles, aunque no se sabía con seguridad que tal información realmente se había comprometido.
El 20 de septiembre de 1999, Newsweek publicó un artículo sobre Moonlight Maze escrito por Gregory Vistica  titulado "We're in the middle of a cyberwar" ("Estamos en el medio de una guerra informática"), basado en un dicho del entonces Vicesecretario de Defensa John Hamre.  Aunque esto fue refutado poco después en un artículo por Dan Verton de Federal Computer Week Uso incorrecto de la plantilla enlace roto (enlace roto disponible en Internet Archive; véase el [http://www.fcw.com/article68553-09-27-99-Print historial], la [http://www.fcw.com/article68553-09-27-99-Print primera versión] y la [http://www.fcw.com/article68553-09-27-99-Print última])..